# Museumsquartier St. Annen

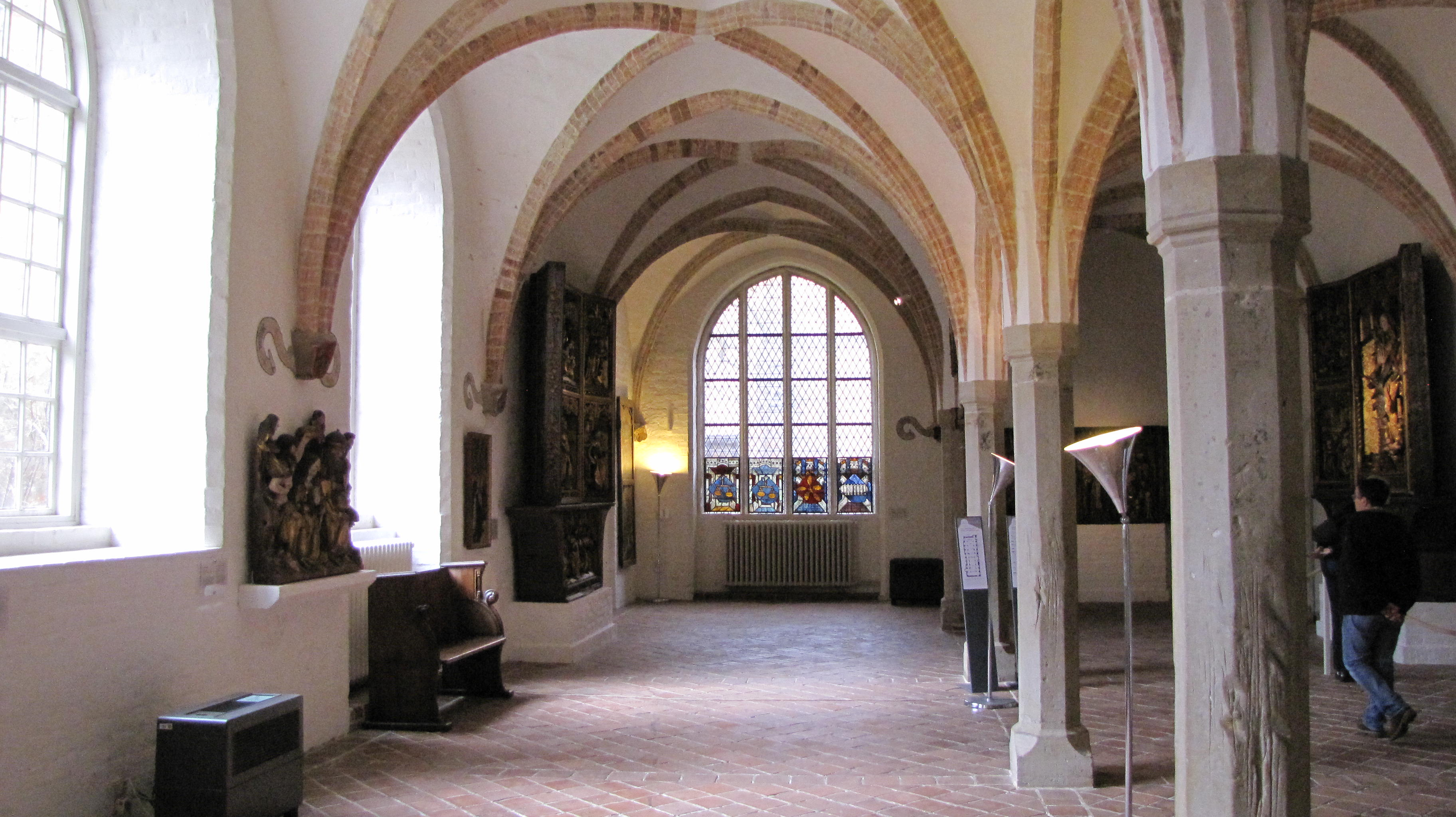
St.-Annen-Kloster (2013)

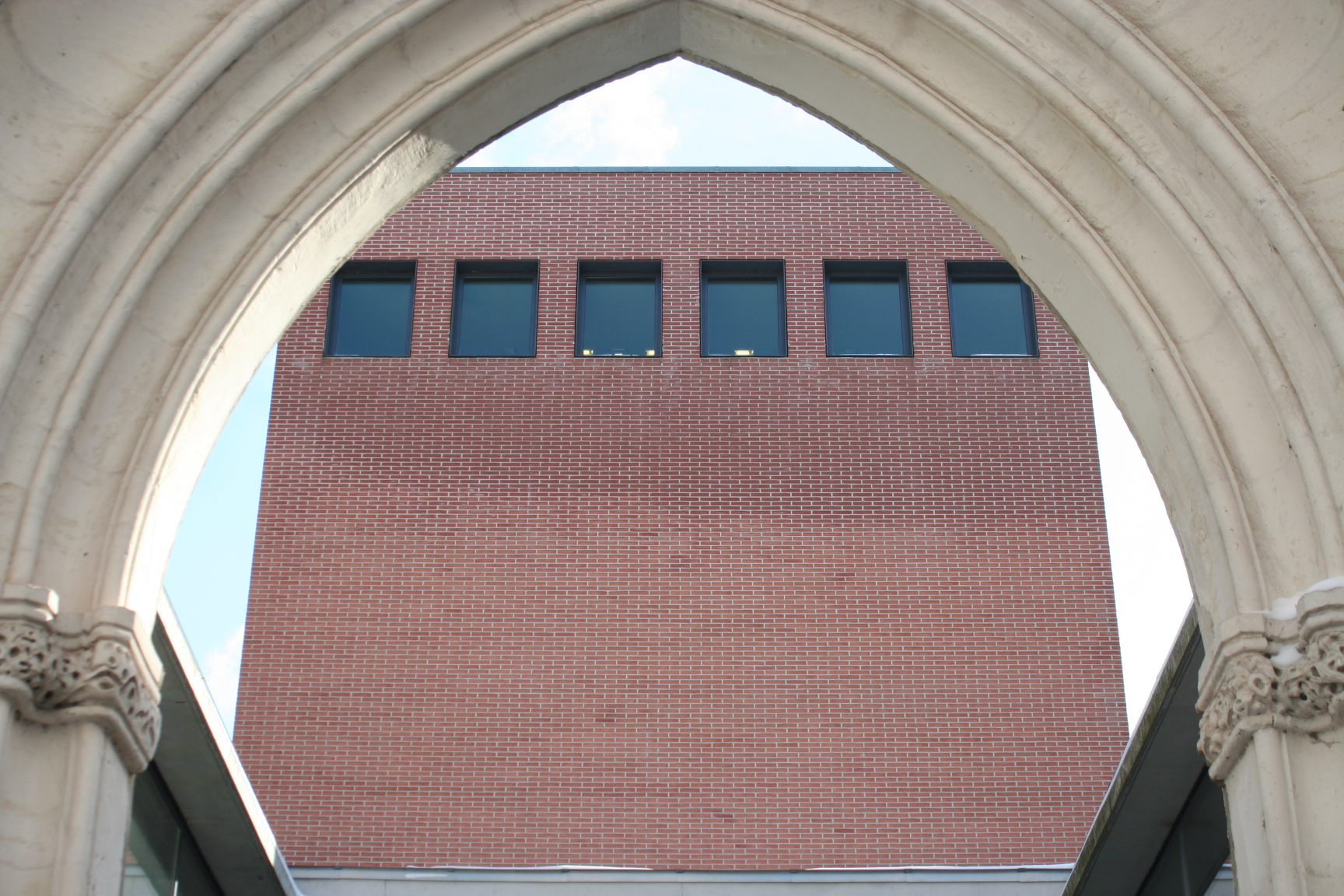
Die neue Kunsthalle durch das alte Kirchportal

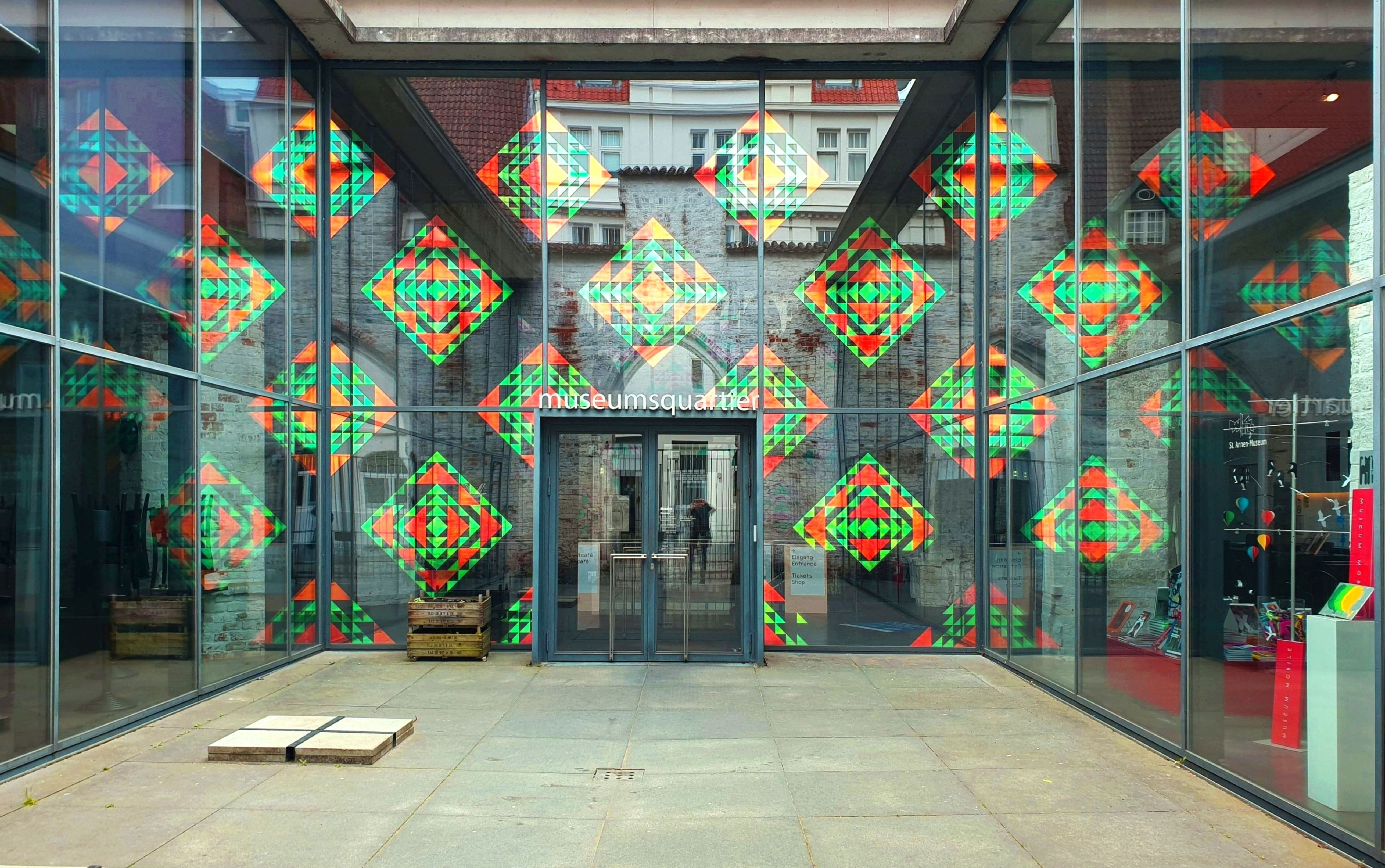
Eingang zum Museumsquartier

Das Museumsquartier St. Annen befindet sich in den Gebäuden des ehemaligen St.-Annen-Klosters in Lübeck. Es wurde 1915 begründet und ist einer der Standorte der Kulturstiftung Hansestadt Lübeck. Das Museumsquartier liegt unweit der Aegidienkirche in der St.-Annen-Straße der südöstlichen Lübecker Altstadt neben der Synagoge und umfasst neben dem St. Annen-Museum die Kunsthalle St. Annen und in den Nebengebäuden des ehemaligen Klosters die Verwaltung des Museums.

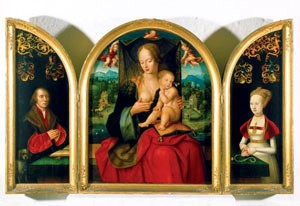
Kerckring-Altar des Jacob van Utrecht

## St. Annen-Museum (Museum für Kunst- und Kulturgeschichte)

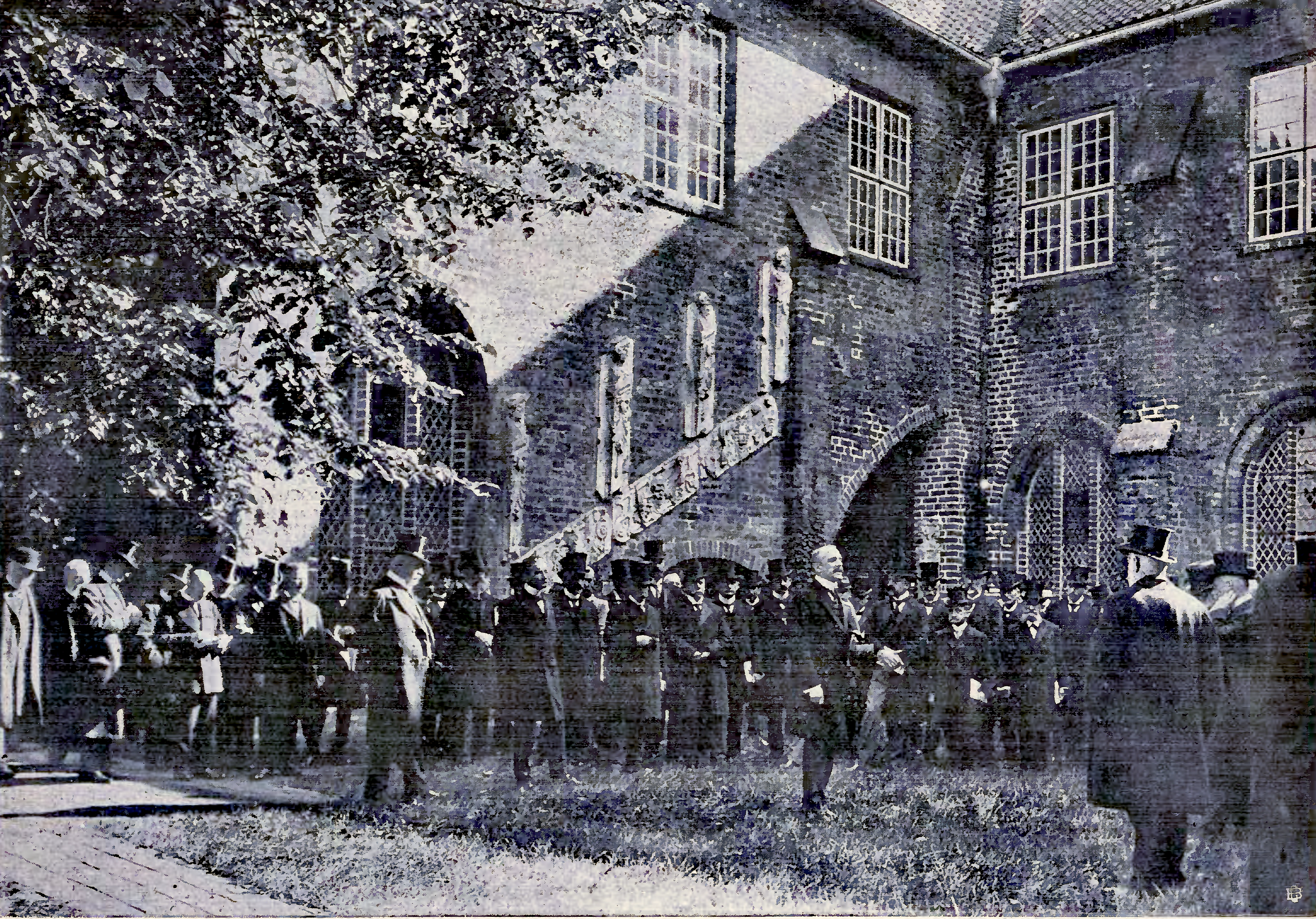
Eröffnungsrede des Museums für Kunst- und Kulturgeschichte (1915)

Bereits 1888 hatte sich der Kunsthistoriker Theodor Hach als Konservator der Sammlungen der Gesellschaft zur Beförderung gemeinnütziger Tätigkeit in seiner Denkschrift für die Einrichtung eines eigenständigen Museums für Kunst- und Kulturgeschichte in Lübeck ausgesprochen. Im Jahr 1912 beschloss der Senat der Hansestadt den Umbau des Klosters zum Museum. Dies bedingte Grundrissänderungen, um Dielen und Täfelungen aus Lübecker Bürgerhäusern übernehmen zu können. Die Eröffnung und anschließende Übergabe des Museums durch die Gesellschaft zur Beförderung gemeinnütziger Tätigkeit als privaten Träger unter dem Museumsdirektor Karl Schaefer erfolgte kriegsbedingt mit Verspätung am 23. September 1915. Die bis dahin im Museum am Dom ausgestellte kunst- und kulturgeschichtliche Sammlung wurde in das neue Haus übernommen. Von 1920 bis 1933 leitete Carl Georg Heise das Museum. In diese Zeit fällt der Erwerb des Behnhauses und der Aufbau der dortigen Sammlung. 1934 wurden die Lübecker Museen verstaatlicht. 2006 wurde die Geschäftsführung von der Stadt Lübeck in die Hände der Kulturstiftung Hansestadt Lübeck gegeben.
Seit Januar 2013 wird das St. Annen-Museum gemeinsam mit der Kunsthalle St. Annen als Museumsquartier St. Annen vermarktet. Damit verbunden ist eine neue, zeitgerechte Konzeption der Ausstellung.

## Sammlungen

### Sakrale Kunst des Mittelalters

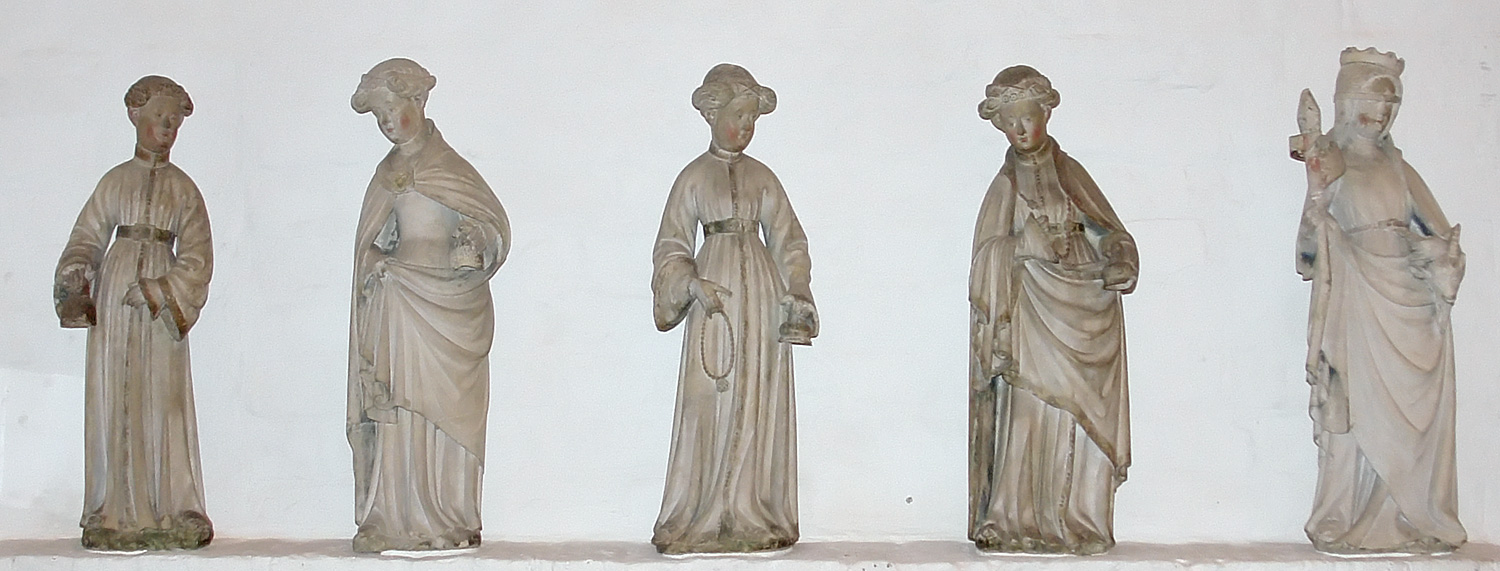
Törichte Jungfrauen

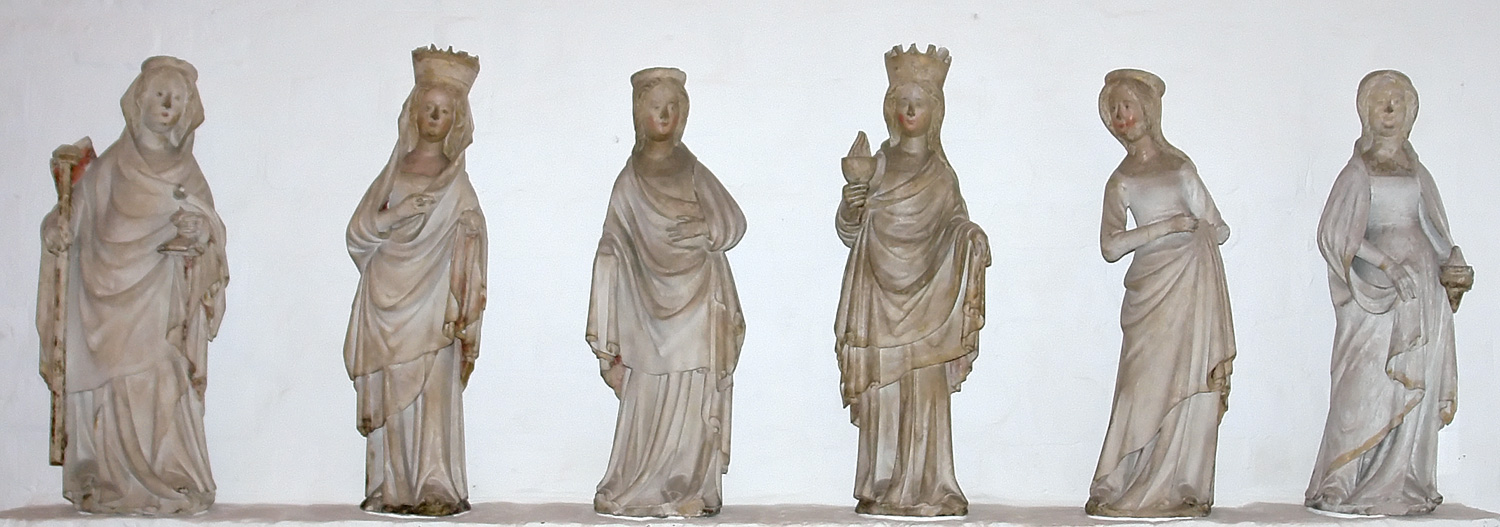
Kluge Jungfrauen

Das Museum verfügt dank eines frühen Senatsdekrets zum Schutz der Denkmäler des Altertums und der Kunst von 1818 und der darauf aufbauenden sichernden Sammeltätigkeit von Carl Julius Milde im 19. Jahrhundert über die größte Anzahl mittelalterlicher Flügelaltäre (Retabel) in Deutschland. Das Museum verfügt mit dem Grönauer Altar über den einzigen erhaltenen gotischen Hochaltar aus einer der Lübecker Kirchen in der Stadt. Die anderen erhaltenen Altäre waren zumeist von Handwerkerzünften oder Kaufleuten für die Klosterkirchen wie die Kirche des Burgklosters oder die Katharinenkirche gestiftet worden. Dazu gehören der Lukas-Altar der Maler von Hermen Rode, der Schonenfahreraltar von Bernt Notke, der Antonius-Altar von Benedikt Dreyer, der ursprünglich von der Familie Greverade für den Lübecker Dom gestiftete Passionsaltar von Hans Memling, sowie ein Privataltar, das Triptychon des Ratsherrn Hinrich Kerckring von Jacob van Utrecht, der auf abenteuerlichen Wegen aus der Rigaer Sammlung Brederlo nach Lübeck fand.
Hauptartikel: Retabel der Mittelaltersammlung des St.-Annen-Museums
Herausragend auch die St. Georg-Gruppe (1504), die von dem Lübecker Bildhauer Henning von der Heyde ursprünglich für die St. Jürgen-Kapelle an der Ratzeburger Allee geschaffen wurde. Den Umbruch von Reformation und Renaissance in Lübeck verkörpern die Werke des Cranach-Schülers und Lübecker Malers Hans Kemmer.
Neben den Werken der Bildschnitzerei und Malerei zeigt das Museum ein Lapidarium, Skulpturen der Romanik und Gotik, von denen die Niendorfer Madonna von Johannes Junge eine der wertvollsten darstellt. Sie wurde 1926 in Lübeck-Niendorf in einer Scheune gefunden. Aber auch die klugen und törichten Jungfrauen sind bemerkenswert. Sie standen ursprünglich in der Kirche des Burgklosters.

Der Memling-Altar in Lübeck

### Rats-, Zunft- und Kirchensilber
Eine Spezialsammlung repräsentativer Kelche, Pokale, Gefäße, Gebrauchs- und Prunkgegenstände gibt einen Überblick über das hohe handwerkliche Niveau der Lübecker Gold- und Silberschmiede und den Reichtum ihrer Auftraggeber. Die Entstehungszeit der Stücke dieser Sammlung liegt zeitlich überwiegend nach der Reformation, da Lübecks Bürgermeister Jürgen Wullenwever zu dieser Zeit fast das gesamte mittelalterliche Lübecker Kirchensilber zur Kriegsfinanzierung gegen Dänemark (Grafenfehde) einschmelzen ließ. Letzte große Neuerwerbung des Museums in diesem Bereich war der Lübecker Silberschatz.

### Lübecker Wohnkultur
Die Entwicklung der bürgerlichen Wohnkultur von der Renaissance bis zum Klassizismus kann in verschiedenen Räumen, die teilweise aus alten Lübecker Bürgerhäusern „umgesetzt“ wurden, vor dem Hintergrund zeitentsprechender Kunst von Godfrey Kneller, Thomas Quellinus (Büste des Ratsherrn Thomas Fredenhagen vom barocken Hochaltar der Marienkirche) und vielen anderen, den Sammlungsgeschmack Lübecker Bürger widerspiegelnden Werken bildender Künstler und den dazugehörigen Ausstattungen mit Porzellan aus Fürstenberg und Meißen nachempfunden werden. Am großartigsten wirkt eine vollständig erhaltene Barockdiele aus dem Jahr 1736.
Diesem Bereich im Obergeschoss ist eine Spezialsammlung norddeutscher Fayencen mit Schwerpunkt auf die Manufakturen in Kellinghusen, Stockelsdorf und Stralsund angegliedert. Darüber hinaus gibt eine Spielzeugsammlung darüber Aufschluss, womit sich junge Lübecker in vergangener Zeit beschäftigten. Das älteste plastische Steckenpferd des Museums befindet sich jedoch in einer Kindergruppe auf dem Altar der Gertrudenbrüderschaft der Träger (um 1509) aus dem Umkreis von Henning von der Heyde.

### Musikinstrumente
Das Museum verfügt über eine auf den Geigenbauspezialisten Leo von Lütgendorff zurückgehende und von diesem als Museumsdirektor des früheren Dom-Museums begründete Sammlung historischer Musikinstrumente, die 1959 von Georg Karstädt neu geordnet wurde und heute teilweise in die Ausstellung integriert ist, in Einzelstücken aber auch im Behnhaus gezeigt wird. Auch der von Arp Schnitger gestaltete Spieltisch der ehemaligen Orgel des Doms ist hier ausgestellt. Er wurde im Zuge des Neubaus einer Walcker-Orgel 1892/1893 ausgebaut und in das Museum gebracht.

### Paramentenraum
Sicherlich eine weitere Besonderheit ist der Paramentenraum, in dem alte liturgische Gewänder aus Lübecker Kirchen sowie ausgewählte Stücke des Paramentenschatzes der Danziger Marienkirche gezeigt werden.

### Fotosammlung
Zu den nicht öffentlich gezeigten Schätzen des Museums gehört eine von Carl Georg Heise in den 1920er Jahren aufgebaute Fotosammlung mit rund 450 künstlerischen Fotografien, darunter allein 212 Arbeiten von Albert Renger-Patzsch. Dabei handelt es sich um die Sammlung zur Geschichte der Photographie und die Sammlung vorbildlicher Photographie. Beide Sammlungen wurden nach Heises Entlassung 1933 nicht weitergeführt und gerieten für lange Jahre in Vergessenheit. Erst in den letzten Jahren wurden sie wiederentdeckt, da insbesondere die Sammlung vorbildlicher Fotografie eine der umfassendsten Sammlungen von Fotografien der Neuen Sachlichkeit in Deutschland darstellt. Sie enthält unter anderem Werke von Renger-Patzsch, Hugo Erfurth, Umbo und Robert Petschow.

### Sonderausstellungen
- Ein fürtrefflicher Organist und Componist zu Lübeck: Dieterich Buxtehude (1637–1707), vom 6. Mai bis 26. August 2007.
- Aklama – Hilfsgeister der Ewe und Dangme. 2016. Katalog.
- Lübeck 1500 – Kunstmetropole im Ostseeraum. 2015. Katalog.[4]
- „Meine Zeit. Thomas Mann und die Demokratie“. 6. Juni 2025 bis 18. Januar 2026.

## Kunsthalle St. Annen

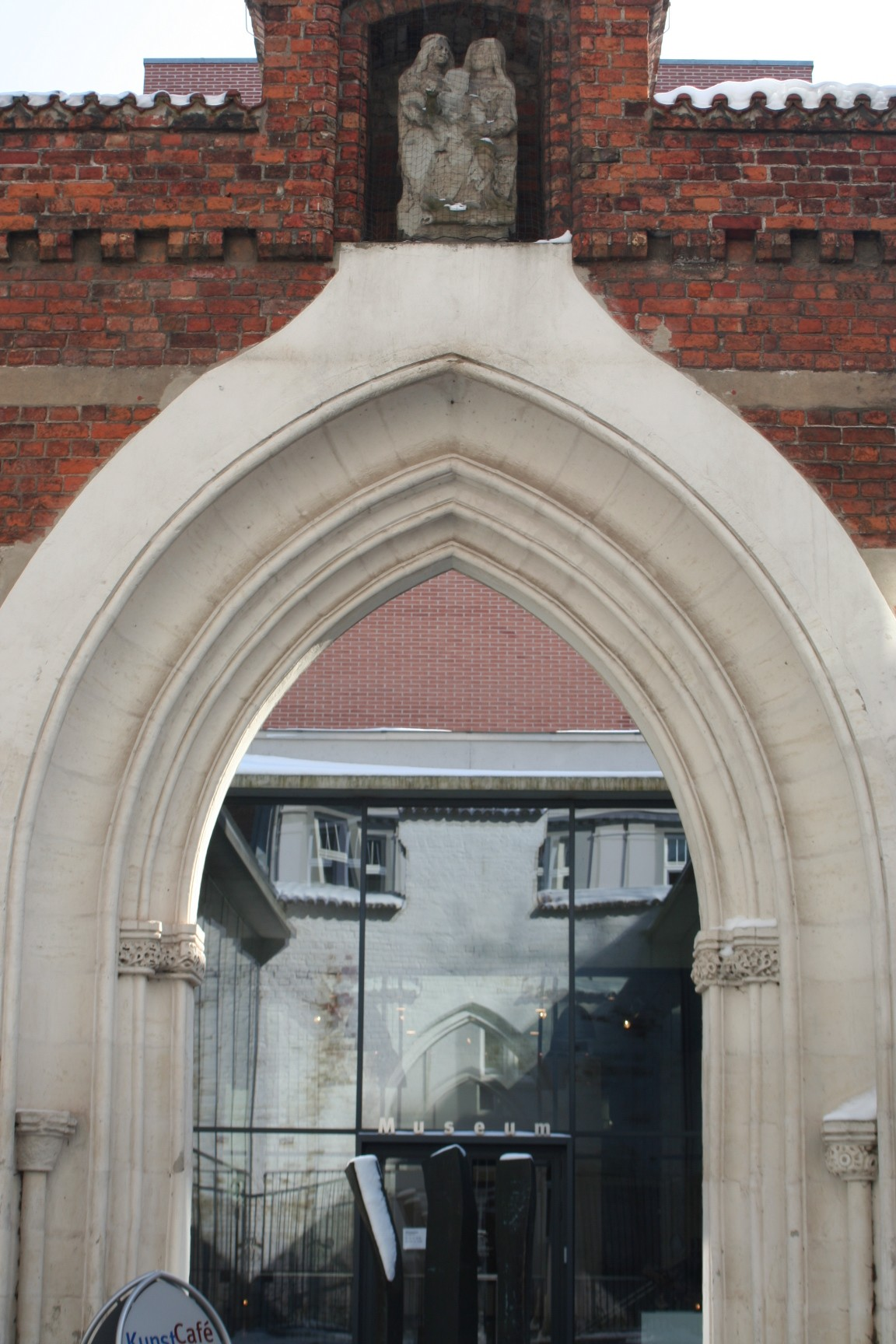
Eingang zur Kunsthalle

Heute beinhaltet das Kloster nicht nur das St.-Annen-Museum, sondern auch die Kunsthalle St. Annen mit Museumsshop und Bistro. Die Architektur der Kunsthalle, modern erbaut 2003 unter Einbeziehung der Überreste der 1843 abgebrannten ehemaligen Kirche des Klosters St. Annen, ist ein Geschenk der Possehl-Stiftung an die Hansestadt Lübeck. Die Architektur der Kunsthalle, Planung Architekten Konermann Siegmund aus Hamburg/Lübeck, erhielt 2003 den alle vier Jahre verliehenen Hauptpreis des BDA Schleswig-Holstein. Die Kunsthalle zeigt in wechselnden Ausstellungen Moderne Kunst des 20. Jahrhunderts.

### Neuer Sammlungsschwerpunkt Selbstporträts der Moderne
Die Kunsthalle St. Annen hat im September 2005 auf Vermittlung von Björn Engholm die einzigartige Sammlung Leonie von Rüxleben (1920–2005) im Rahmen der Nachlassregelung der am 21. September 2005 verstorbenen Leonie Freifrau von Rüxleben zur Verwaltung gestellt bekommen; es handelt sich um die größte Sammlung dieser Art in Deutschland. Dadurch wird es möglich, rund 1.300 Arbeiten von Selbstbildnissen der Moderne in wechselnder Ausstellung zeigen zu können.
Allerdings kam es 2005/06 zwischen den Erben der Frau von Rüxleben und der Museumsleitung zu einem Streit über die Handhabung des Nachlasses.

### Ausstellungen der Kunsthalle
- 2013 wurde die Ausstellung Emil Schumacher – Beseelte Materie zur Feier des zehnjährigen Gründungsjubiläums der Kunsthalle St. Annen gezeigt. Die Ausstellung wurde maßgeblich durch das Emil Schumacher Museum in Hagen unterstützt.
- 2005/2006 fand die Ausstellung Exil und Moderne, mit 50 Werken der klassischen Moderne aus der Sammlung der Washington University in St. Louis, Missouri statt.

## Literatur

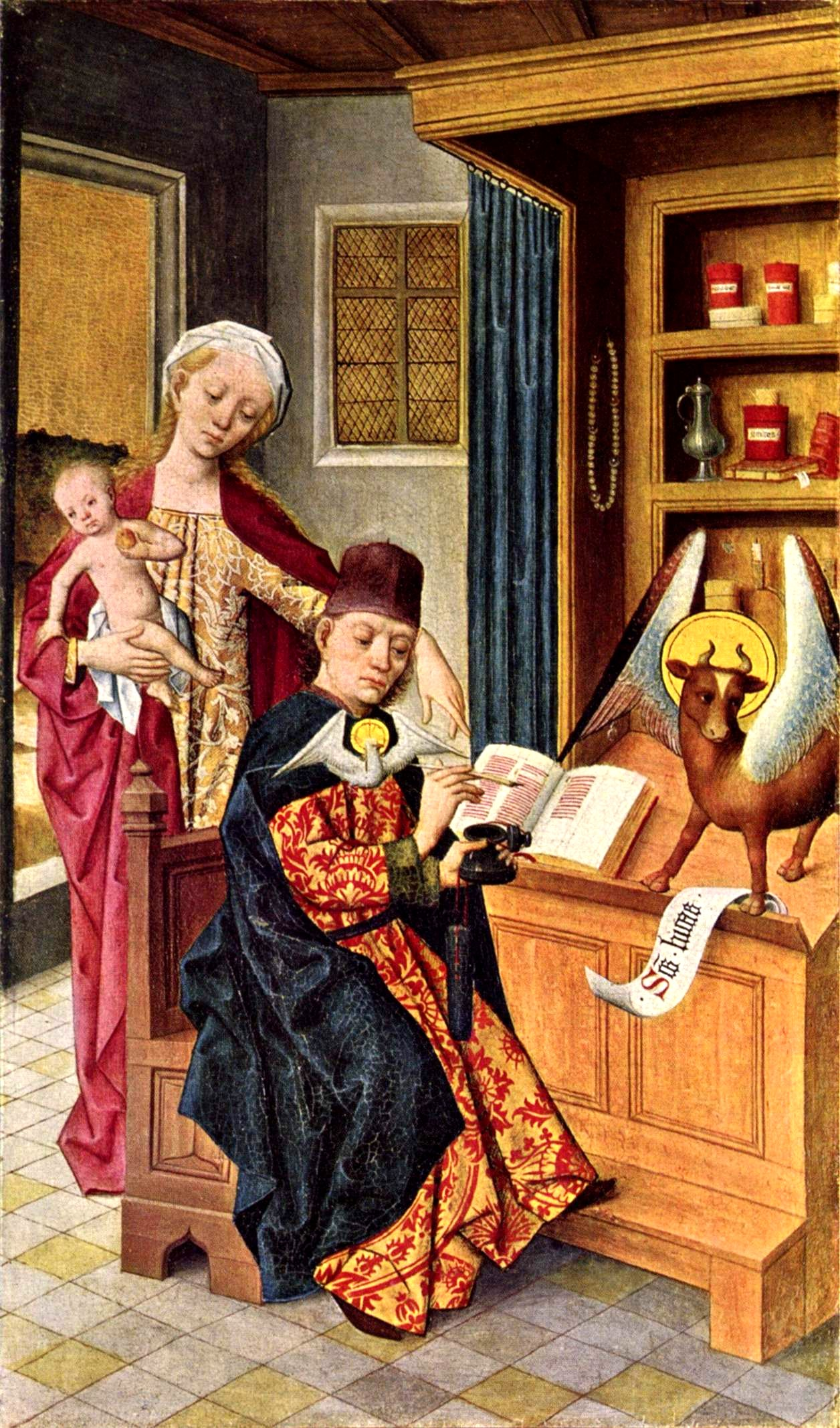
Rodes Lukas-Altar

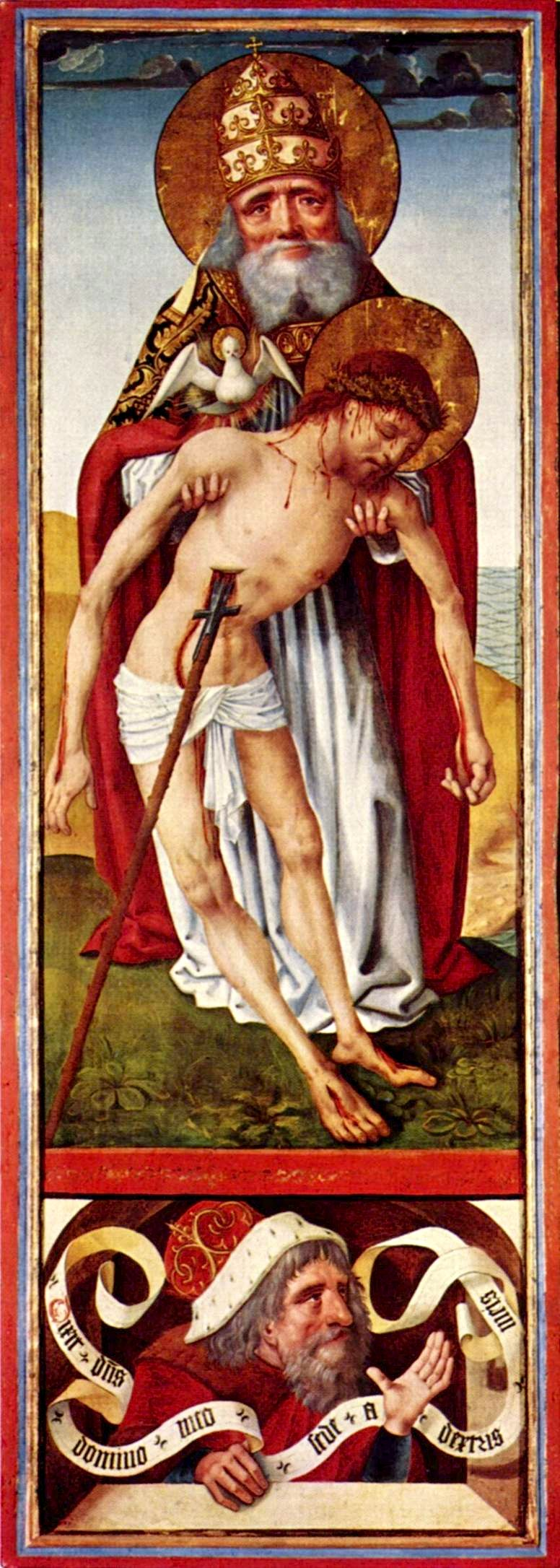
Notkes Schonenfahreraltar